# Phyllodoce cortezi
Phyllodoce cortezi är en ringmaskart som först beskrevs av Kudenov 1975.  Phyllodoce cortezi ingår i släktet Phyllodoce och familjen Phyllodocidae. Inga underarter finns listade i Catalogue of Life.